# Дамари
Дамари (фр. Dammarie) насеље је и општина у централној Француској у региону Центар (регион), у департману Ер и Лоар која припада префектури Шартр.
По подацима из 2011. године у општини је живело 1551 становника, а густина насељености је износила 47,91 становника/km². Општина се простире на површини од 32,37 km². Налази се на средњој надморској висини од 164 метара (максималној 164 m, а минималној 136 m).

## Демографија
| 1968. | 1975. | 1982. | 1990. | 1999. | 2006. | 2011. |
| ----- | ----- | ----- | ----- | ----- | ----- | ----- |
| 793   | 928   | 1.171 | 1.333 | 1.371 | 1.403 | 1.551 |

График промене броја становника у току последњих година